# Jílek
Jílek (Lolium) je rod trav z čeledi lipnicovitých (Poaceae). Jedná se o jednoleté, dvouleté až vytrvalé byliny. Jsou trsnaté, stébla vystoupavá až přímá. Listy jsou ploché, na vnější straně listu se při bázi nachází jazýček. Květy jsou v kláscích, které jsou přisedlé a tvoří dvouřadý lichoklas. Klásky jsou zploštělé, úzkou hranou k vřetenu přitisklé, zpravidla vícekvěté (nejčastěji 3–20 květů). Na bázi klásku je jen 1 pleva, dolní z plev chybí, jen vrcholový klásek má 2 plevy. Pluchy jsou blanité až pergamenové, bez osin nebo s osinami. Plušky jsou úzce kýlnaté a brvité. Plodem je obilka. Rod je rozšířen v Evropě, Asii i Severní Americe, ale zdomácnělý je i jinde.
Od roku 2001 je vysazován kvůli své víceletosti na tenisové dvorce slavného Wimbledonu.

## Taxonomická poznámka
Rod jílek (Lolium) je příbuzný rodu kostřava (Festuca). Proto se také vytvářejí mezirodoví kříženci, hybridní rod se jmenuje ×Festulolium. Nejznámější je kříženec mezi kostřavou luční a jílkem vytrvalým (Festuca pratensis × Lolium perenne), který se jmenuje ×Festulolium loliaceum a kříženec mezi kostřavou luční a jílkem mnohokvětým (Festuca pratensis × Lolium multiflorum), který se jmenuje ×Festulolium braunii. Kříženci zpravidla vypadají jako jílek, ale mají spodní klásek či klásky stopkaté. Jsou často uměle přisévány do kulturních luk.

## Druhy rostoucí v Česku
V České republice můžeme vidět v současnosti jen 2 druhy z rodu jílek. Velmi hojný je jílek vytrvalý (Lolium perenne), který obsazuje krátkostébelné louky, často sešlapované. Jílek mnohokvětý (Lolium multiflorum) bývá robustnější a má osiny. Je to druh hojně přisévaný do kulturních produkčních luk. Další 2 druhy v České republice kdysi rostly, ale už je dlouho nikdo nenašel, proto jsou považovány za nezvěstné — A2. Jsou to jílek oddálený (Lolium remotum), což byl plevel ve lnu, a jílek mámivý (Lolium temulentum), což byl plevel v jarním obilí, zvaný kdysi též matonoha.